# Learning commons

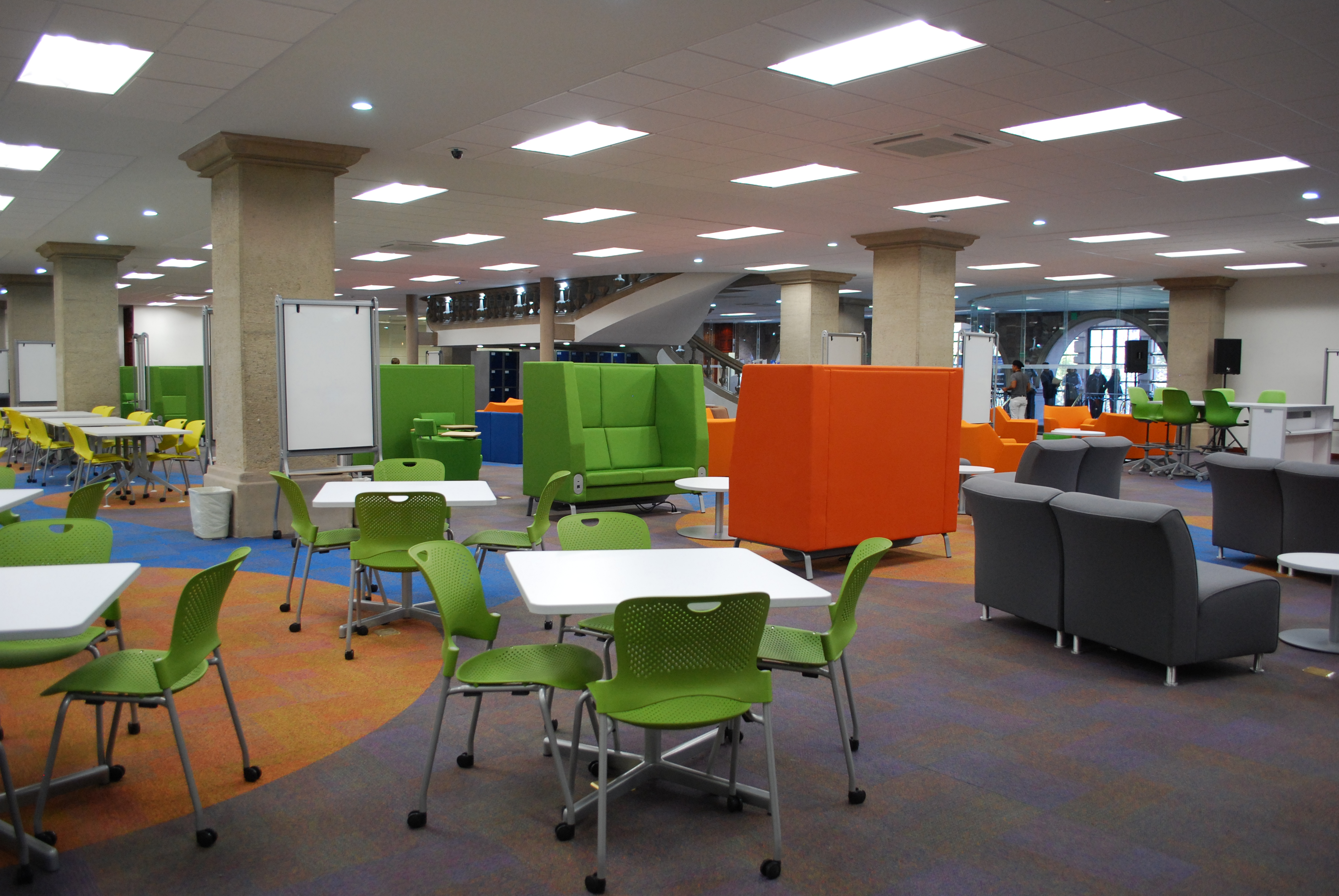
Learning Commons dentro del Tec de Monterrey, Ciudad de México

Learning commons son espacios educativos, similares a las bibliotecas y salones de clase, que hacen uso de tecnologías de la información para educación remota o en línea, tutoría, colaboración, creación de contenido, reuniones y lectura o estudio.  Los Learning Commons se han vuelto cada vez más populares en bibliotecas académicas y de investigación, y algunas bibliotecas públicas y escolares han adoptado este modelo. La arquitectura, el amueblado y la organización del lugar son de especial importancia ya que estos espacios están diseñados para ser reorganizados por los usuarios de acuerdo a sus necesidades.
Los Learning Commons pueden también tener herramientas, equipo, hacklabs y/o servicios de edición disponibles para préstamo o uso. Junto con bibliotecas que han adoptado el modelo de librería, el cual está dedicado al servicio al cliente, bibliotecas sin libros o digitales, los Learning Commons son vistos como el modelo de la "biblioteca del futuro".

## Historia y desarrollo
Se han desarrollado Learning Commons a lo largo de Estados Unidos y otros países en bibliotecas académicas desde principios de la década de los 90, cuando eran comúnmente llamados Information Commons. Dos ejemplos de esto fueron el Information Arcade en la Universidad de Iowa (1992) y el Information Commons en la Universidad del Sur de California (1994). Para 1999, Donal Beagle describió estos centros como "...un nuevo modelo para la prestación de servicios en las bibliotecas académicas", y propuso que el modelo podría ser caracterizado por el ofrecimiento de "un servicio continuo" desde la búsqueda de información hasta la creación de nuevo conocimiento. Este enfoque, comúnmente llamado de "compras centralizadas" o "one-stop shopping", podría ser facilitada, sugirió Beagle, a través de la aplicación de alineamiento estratégico, un enfoque de administración adaptado de la planificación en empresas de [tecnologías de la información].
El creciente uso del término Learning Commons se volvió evidente en el 2004, cuando la Universidad del Sur de California fue sede de una conferencia nacional titulada "Information Commons: Un espacio de aprendizaje más allá del salón de clases" (Information Commons: Learning Space Beyond the Classroom). Beagle proponía en el informe blanco para esta conferencia una trayectoria de desarrollo, "De Information Commons a Learning Commons" (From Information Commons to Learning Commons), basado en una tipología de cambio adaptada de una investigación realizada por el Consejo Estadounidense sobre la Educación. En este informe blanco se definía un Information Commons como un "... cúmulo de puntos de acceso a la red y herramientas tecnológicas situadas en un contexto de recursos físicos, digitales, humanos y sociales organizados como apoyo a la educación" enfocado a bibliotecas. Un Learning Commons, en cambio, no está enfocado a bibliotecas, como "...cuando los recursos de un Information Commons están organizados en colaboración con iniciativas educativas promovidas por otras unidades académicas, o adaptados con un propósito educativo definido a través de un proceso cooperativo".  Estas definiciones fueron adoptadas y refinadas más tarde por Scott Bennett, un emérito de la Universidad de Yale. Desde finales de la década de los años 90, cientos de Learning Commons se han desarrollado y transformado en respuesta a las tecnologías de la Web 2.0 y la continua evolución de las funciones de bibliotecas y bibliotecarios. Las tecnologías de la Web 2.0, tales como blogs, redes sociales, [servicios de alojamiento de vídeos]] y aplicaciones web, han impactado radicalmente la forma en que la información es compartida y abordada. Un Learning Commons toma en consideración estas tecnologías y las adapta para proporcionar los mejores servicios posibles a los nuevos usuarios 2.0 así como a los estudiantes. Existen dos grandes razones para que una institución proporcione varios servicios en una biblioteca. La primera es la reducción de espacios destinados a la impresión de materiales que son poco útiles para los estudiantes y la institución en comparación con los recursos digitales a los que se puede acceder rápidamente a través de servicios basados en Internet. La segunda razón es la excelente localización dentro del campus que las bibliotecas han logrado asegurar. La biblioteca usualmente libera espacio deshaciéndose de colecciones impresas. Un servicio sinérgico se puede llevar a cabo en conjunto con estudiantes y otros departamentos de servicio.

## ¿Por qué losLearning Commons?
Los estudiantes parecen tener habilidades naturales para hacer uso de las tecnologías emergentes. Sin embargo, a pesar de que fácilmente entienden el valor que tienen estas tecnologías para el entretenimiento y la comunicación, se necesita enseñarles cómo pueden hacer uso de estas herramientas para el aprendizaje y el pensamiento crítico. Esta es la tarea de los Learning Commons.
Hay un creciente consenso entre los educadores respecto a que los estudiantes necesitan obtener competencias transferibles para poder trabajar eficiente y exitosamente en un futuro.
Para lograr esto, los estudiantes necesitan convertirse en consumidores críticos de información, efectivos solucionadores de problemas, capaces de tomar decisiones y comunicarse. Necesitarán de habilidades para fluir con el cambio. Pero sobre todo, los estudiantes necesitarán entender que estas competencias transferibles les dan la capacidad de marcar una diferencia, personalmente, en el mundo.
Un Learning Commons proporciona una oportunidad sin límites de crecimiento. Está basado en una perspectiva multidisciplinaria que reconoce las habilidades para la lectura y la escritura, para la aritmética, el conocimiento, pensamiento, comunicación y aplicación como fundamentes para aprender cómo aprender.
Un Learning Commons se vuelve el catalizador físico y virtual donde el cuestionamiento, imaginación, descubrimiento y creatividad toman vida y se convierten en piezas centrales para el crecimiento - personal, académico, social y cultural.

## El papel de la instrucción o enseñanza diferenciada
Un Learning Commons efectivo se ajustará a todos los estudiantes y estará dirigido a los múltiples estilos y niveles de aprendizaje. Con el trabajo colaborativo de maestros, bibliotecarios y otros, estos pueden modificar el proceso, contenido, producto y ambiente para satisfacer las necesidades de la población estudiantil diversa. El resultado será estudiantes motivados y participativos. El modelo de Learning Commons establece ambientes ideales para que el educador haga uso de métodos de enseñanza que permiten tanto el aprendizaje formal como informal.

## Learning Commons, servicios estudiantiles y la institución
Los Learning Commons permiten que las bibliotecas académicas proporcionen una gama más amplia de servicios a estudiantes y usuarios en general. Al combinar numerosos servicios se mantienen los elementos tradicionales de referencia e investigación de la biblioteca clásica y al mismo tiempo se incluyen nuevos y fascinantes servicios que permiten el uso de nuevas tecnologías y servicios en un ambiente más integrado. Los Learning Commons reflejan un cambio notorio en la manera en que se concibe una biblioteca, un cambio que es impulsado por el creciente entendimiento del papel de una biblioteca en el apoyo para el aprendizaje de los estudiantes. El surgimiento de los Learning Commons como un elemento central en el diseño de las bibliotecas contemporáneas ofrecen la posibilidad de transformar el papel de una biblioteca en el campus de un proveedor de información a un facilitador del aprendizaje.
Usualmente, las bibliotecas y los Learning Commons comparten la responsabilidad de asistir en el cumplimiento de diversos objetivos: desarrollando estrategias efectivas de investigación, encontrando y evaluando los recursos materiales apropiados para un tema en particular, puliendo habilidades comunicativas orales y de escritura y promoviendo buenos hábitos de estudio y aprendizaje. El objetivo del trabajo de los bibliotecarios en los Learning Commons debe ser el de motivar a todos los estudiantes a involucrarse en una cantidad sustancial con los múltiples servicios en la organización. Implementado de la manera adecuada en una bibliotecas académicas, este modelo de servicio de biblioteca beneficia a todas las partes de la institución. Una cohesión y propósito entre los diversos elementos de la biblioteca le permite tanto a la biblioteca misma como a la escuela operar de una manera más eficiente y fluida y las necesidades de los estudiantes son satisfechas en un ambiente que está diseñado a proveer múltiples servicios en un mismo lugar.

## La brecha digital y losLearning Commons
La brecha digital, actualmente, es un verdadero problema en las bibliotecas académicas y seguirá de esta manera de un futuro cercano. Esto puede ser un problema en los modelos de bibliotecas altamente tecnológicas. Sin embargo, cuando un Learning Commons funciona eficientemente, las necesidades de los estudiantes son resueltas a través de orientaciones en la biblioteca, clases de investigación y referencias, cursos de tecnología, asistencia personal y asistencia efectiva entre estudiantes y dentro de la biblioteca. Estos servicios deben estar disponibles tanto en línea como físicamente y en persona para maximizar el beneficio del estudiante usuario y de la escuela.

## Importancia del espacio físico
Los espacios nuevos o renovados de la biblioteca se les da comúnmente un nuevo propósito para reunir a los estudiantes para trabajar, estudiar y socializar. Los Learning Commons normalmente ofrecen un amueblado cómodo tanto para el individuo como para el grupo de estudio, el amueblado en partes permite a los usuarios personalizar el ambiente para adaptarse a sus necesidades, acceder a la red inalámbrica y tomas de corriente, laboratorios y soporte multimedia y a menudo una cafetería con pocas restricciones de comida y bebida. Los Learning Commons buscan expandir e integrar las opciones reales y virtuales que tienen los estudiantes para compartir sus experiencias. Ambientes seguros, inclusivos y amigables por toda la escuela son imprescindibles para satisfacer a los individuos, equipos y grupos con distintas habilidades y estilos de aprendizaje. Los espacios de aprendizaje virtual aumentan este potencial.

## LosLearning Commonspromueven el aprendizaje basado en cuestionamiento
A través del proceso de cuestionamiento, los individuos construyen gran parte de su entendimiento de los mundos diseñados por la naturaleza y el humano. Cuestionar implica una premisa de "necesidad o deseo de conocer". Cuestionar no es tanto como buscar una respuesta correcta, porque usualmente no las hay, sino buscar soluciones apropiadas a problemas. Para los educadores, el cuestionamiento implica hacer énfasis en el desarrollo de habilidades para cuestionar y cultivar estas actitudes o hábitos mentales que les permitirá a los individuos continuar en su búsqueda por el conocimiento a lo largo de su vida.

## Los desafíos de losLearning Commons
El reto es descubrir cómo reconfigurar nuestros espacios tanto dentro como fuera de la escuela y los muros de la biblioteca para reflejar esta nueva realidad. Acceso a esta tecnología lo hace posible, obviamente, es crítico.

## El papel de la biblioteca escolar
La biblioteca escolar, un componente clave de un Learning Commons, tiene que jugar un papel integral y transformador en implementar esta nueva e innovadora visión para la educación.
Todos los miembros de una escuela finalmente participarán en la creación de un Learning Commons, pero la pronta coordinación y liderazgo recaerán en la experiencia de la biblioteca de la escuela.
Cuando es desarrollada de la manera correcta, la biblioteca de la escuela es ya un centro para el acceso a la información y a la red. Conforme el concepto de los Learning Commons crece, las instalaciones adecuadas a las colecciones de la biblioteca de la escuela cambiarán y se expandirán constantemente, dando lugar a servicios basados en el acceso apropiado para las necesidades de la comunidad escolar.
Este proceso trae consigo cambios en las operaciones de la biblioteca escolar. La colección de recursos tendrá que ser remodelada aún más rápidamente que ahora para ser un reflejo de su comunidad y el mundo entero. Esta es la única manera de lograr un acceso a las redes globales e interactivas de comunicación del futuro.
- Wikimedia Commons alberga una categoría multimedia sobre Learning commons.

## Lecturas recomendadas
- Beagle, Donald. (1999) Conceptualizing an Information Commons, Journal of Academic Librarianship, 25:2, p. 82-89
- Beagle, Donald. (2006) The Information Commons Handbook. New York & London: Neal-Shuman Publishers.
- Beagle, Donald. (2011) From Learning Commons to Learning Outcomes: Assessing Collaborative Services and Spaces. EDUCAUSE Center for Analysis & Research. Available at:  https://web.archive.org/web/20140512221515/https://net.educause.edu/ir/library/pdf/ERB1114.pdf >
- Bennett, Scott. (2008) The Information or the Learning Commons: Which will we have?  Journal of Academic Librarianship, 34:3,183-187.
- Birdsall, William F. (2010): Learning Commons to Communicative Commons: Transforming the Academic Library, College & Undergraduate Libraries, 17:2-3, 234-247
- Diggs, Valerie (2009): Teacher Librarian;36, 4; Research Library pg. 32
- Heitsch, Elizabeth K. & Holley, Robert P. (2011): The Information and Learning Commons: Some Reflections, New Review of Academic Librarianship, 17:1, 64-77

from library to learning commons: a metamorphosis
- Holmgren, Richard A. (2010): Learning Commons: A Learning-Centered Library Design, College & Undergraduate Libraries, 17:2-3, 177-191
- Oblinger, D.G. (2006): Challenging traditional Assumptions and Rethinking Learning Spaces,
- Somerville, Mary M.;  Harlan, S. (2008) From Information Commons to Learning Commons and Learning Spaces: An Evolutionary Context. In Schader, Barbara (ed.) Learning Commons: Evolution and Collaborative Essentials. London: Chandos Publishing, 1-36.
- Stark, Megan & Samson, Sue (2010): Organized Spontaneity: The Learning Commons, College & Undergraduate Libraries, 17:2-3, 260-272

- Datos: Q6510096
- Multimedia: Learning Commons / Q6510096